# Istres Provence Handball
El Istres Provence Handball es un equipo de balonmano de la localidad francesa de Istres. Actualmente milita en la Liga de Francia de Balonmano.

## Palmarés
- Copas de la Liga: 1
  - Temporadas : 2009
- Pro D2: 2
  - Temporadas : 1995, 2018

## Plantilla 2024-25
|  | Goalkeepers - 1 Romain Mathias - 16 Nick Deekens Extremos izquierdos - 30 Langlais Marin - 77 Josep Folqués Extremos derechos - 19 Thomas Bortoli - 69 Thomas Martinon Pívots - 3 Geoffroy Carabasse - 15 Jean-Philippe Takaniua - 65 Guilherme Borges | Laterales izquierdos - 5 Edmilson Araújo - 8 Torben Petersen - 99 Matt Lafleur Centrales - 4 Nicolás Bono - 13 Lubin Gensoulen Laterales derechos - 17 Raphaël Kotters - 25 Louis Joseph - 78 Sacha Koltes |